# Nagy Sándor (lelkész, 1824–1900)
Nagy Sándor (Gidófalva, 1824. július 31. – Hídvég, 1900. augusztus 10.) református lelkész.

## Élete
Gidófalván született, ahol apja. Nagy Ferenc szintén lelkész volt. A nagyenyedi kollégiumban végezte középiskolai és akadémiai tanulmányait; a papi pályára készült három fiútestvérével együtt (akik közül kettő az egyházi, egy pedig a tanári pályán működött). A szabadságharc kitörésekor, mint már végzett papnövendék, Nagyenyeden a honvédek közé lépett; előbb Berde Mózes kormánybiztos mellett volt titkár, majd pedig a tüzérséghez lépett át. Összesen tizenkét csatában vett részt, és a főhadnagyságig emelkedett, miközben egy ideig az ágyúöntő Gábor Áron, később pedig Müller József tüzéralezredes segédtisztje volt. A szabadságharc után sebesülten az ellenség kezébe került, és a szebeni kórházba vitték; nemsokára felépülvén sebeiből, visszatért szüleihez. Apja, aki szintén részt vett a szabadságharcban, ekkor a gyulafehérvári kazamatákban sínylődött mint hadifogoly; a gidófalviak 1851-ben apja helyébe őt választották meg lelkészüknek. Két év múlva az öreg is kiszabadult ugyan, de hivatalvesztésre ítélték, és így nem folytathatta félbeszakadt pályáját. Nagy Sándor Gidófalván csak 1858 őszéig működött, midőn a hidvégi (Háromszék megye) nagyobb egyház hívta meg papjának. Itt a már elrománosodni kezdett híveit megóvta ezen veszedelemtől, és a már régebben átvett oláhos népviseletet letétette velük, és ahelyett a székely viseletet tette általánossá a községben. Kitűnő szónok volt. Huzamosabb időn keresztül tevékeny részt vett az egyházmegye kormányzásában is mint aljegyző és tanügyi előadó, majd pedig mint főjegyző. Egyik létrehozója volt a sepsiszentgyörgyi Mikó-kollégiumnak, és keletkezésének részletes történetét is megírta.
Orbán Balázsnak a Székelyföld megírásánál főmunkatársa volt.

## Munkája
- Háromszék önvédelmi harcza 1848-1849-ben. Kolozsvár, 1896. (Ismert. Prot. Szemle. Hunyad 46. sz.)